# Bad Windsheim
Bad Windsheim – miasto uzdrowiskowe w Niemczech, w kraju związkowym Bawaria, w rejencji Środkowa Frankonia, w regionie Westmittelfranken, w powiecie Neustadt an der Aisch-Bad Windsheim. Leży ok. 15 km na południowy zachód od Neustadt an der Aisch, nad rzeką Aisch, przy autostradzie A6, drodze B470 i linii kolejowej Würzburg - Neustadt an der Aisch.

## Dzielnice
W skład miasta wchodzą następujące dzielnice: 
| - Berolzheim - Humprechtsau - Ickelheim - Külsheim - Lenkersheim | - Oberntief - Unterntief - Rüdisbronn - Wiebelsheim - Erkenbrechtshofen |

## Współpraca
Miejscowości partnerskie:
- Erkelenz, Nadrenia Północna-Westfalia
- Este, Włochy
- Saint-Yrieix-la-Perche, Francja

## Osoby urodzone w Bad Windsheim
- Johann Christoph Döderlein, teolog
- Nevio Passaro, wokalista, kompozytor
- Georg Wilhelm Steller, lekarz, odkrywca
- Veit Winsheim, filolog, medyk